# D.R.I.
D.R.I. (Dirty Rotten Imbeciles; с англ. — «грязные, прогнившие идиоты») — американская кроссовер-трэш группа, образовавшаяся в 1982 году в Хьюстоне, штат Техас. D.R.I., исполнявшие поначалу хардкор-панк, вскоре резко «металлизировали» звучание (Sounds характеризовал его как сверхскоростной хэви-метал) и — наряду с Suicidal Tendencies, Corrosion of Conformity и S.O.D. — сформировали ядро кроссовер-трэша — жанра, само своё название получившего от альбома D.R.I. Crossover.
D.R.I. не имели массового коммерческого успеха (хотя два их альбома вошли в Billboard 200, три — в UK Indie Chart, а 4 of a Kind поднялся здесь до #5 в 1988 году), но оказали значительное влияние на развитие хардкор- и трэш-сцены.
Группа продолжает выступать, но с 1995 года (когда вышел альбом Full Speed Ahead), выпустили лишь один трек, «Against Me» (2004), распространённый в Интернете.

## История группы
The D.R.I. были образованы 2 мая 1982 года в Хьюстоне, Техас, участниками незадолго до этого распавшейся хардкор-панк-группы Suburbanites. В первый состав коллектива вошли: Спайк Кэссиди (англ. Spike Cassidy, гитара), Курт Брехт (англ. Kurt Brecht, вокал), Эрик Брехт (англ. Eric Brecht, ударные) и Деннис Джонсон (англ. Dennis Johnson, бас-гитара). В сущности, это и был состав Suburbanites, к которому присоединился гитарист Кэссиди.
Группа начала репетировать в доме родителей Курта и Эрика. На шум стали жаловаться соседи, наделяя его производителей всевозможными эпитетами. Один из них («Грязные гнилые недоумки») и перешёл непосредственно в название группы. Два месяца спустя, 2 июля 1982 года, группа отыграла свой первый концерт в хьюстонском Joe Star’s OMNI.
6 и 7 сентября 1982 года D.R.I. записали дебютный Dirty Rotten EP, 22 песни которого, общей продолжительностью 18 минут, поместились на семидюймовом диске. Отпрессованный первый тираж — одна тысяча экземпляров — стал впоследствии раритетом. Большой спрос привел к тому, что релиз был переупакован и в 1983 году вышел в 12-дюймовом формате, как Dirty Rotten LP.
В 1983 году D.R.I. передислоцировались в Сан-Франциско, где проживали в гастрольном фургоне. Деннис Джонсон ушел из группы и его заменил Себастьен Эмок (англ. Sebastian Amok). Несколько месяцев спустя D.R.I. стали участниками тура «Rock Against Reagan», где выступали, в частности, с Dead Kennedys. По окончании гастролей Эмок уступил место Джошу Паппе (англ. Josh Pappe).
После выпуска Violent Pacification EP в 1984 году, группа провела гастроли во Франции. Эрик Брехт женился и вышел из состава. Его заменил Феликс Гриффин (англ. Felix Griffin). В том же году материал группы был включен в антивоенный благотворительный релиз P.E.A.C.E., наряду с песнями хардкор- и панк-групп, таких, как Crass, D.O.A., Dead Kennedys и MDC.
Второй полноформатный альбом D.R.I., Dealing With It, вышел в марте 1985 года; за ним последовали продолжительные гастроли. В ходе работы над пластинкой Джош ушел из группы; функции бас-гитариста в студии выполняли отчасти Спайк Кэссиди, отчасти приглашённый музыкант Майк Оффендер (из группы The Offenders). В Dealing With It группа ввела в свой арсенал элементы хэви метал, сохранив в основном трэшкор-звучание. Записанный 26 апреля 1986 года в лос-анджелесском Olympic Auditorium концерт вышел на видео под заголовком Live At the Olympic.
В своём выпущенном на Metal Blade третьем альбоме Crossover (1987) группа окончательно сомкнулась с лагерем хэви-метал. Композиции её стали продолжительнее и медленнее, аранжировки сделались более усложнёнными. В прессе D.R.I. были объявлены главными представителями «кроссовер»-движения; на свои концерты она стала привлекать, помимо прежней хардкор-аудитории, панков, скинхедов и метал-фэнов. 27 июня 1987 года в Нью-Йорке, в ходе Crossover-тура группа записала видео The Live At The Ritz.
В четвертом альбоме 4 of a Kind (1988), металлические тенденции возобладали окончательно. Во многом благодаря успеху сингла и видео «Suit and Tie Guy» альбом стал первым, вошедшим в национальные чарты (#116) (в UK Indie Charts он поднялся до 5 места). Год спустя Паппе принял приглашение от Gang Green, и его место в составе занял Джон Менор (англ. John Menor, бывший участник Mantas), дебютировавший в Thrash Zone (1989), самом «металлическом» альбоме группы, который критики считают в карьере группы сильнейшим. Синглы «Beneath the Wheel» и «Abduction» получили ротацию на MTV, и альбом также вошел в чарты (#140).
Thrash Zone оказался последним релизом группы на Metal Blade. В 1990 году Феликс Гриффин ушёл из группы и, наиболее продуктивный период в истории группы подошёл к концу. Его место занял Роб Рэмпи-четвёртый (англ. Rob Rampy IV). Кэссиди вернул к жизни собственный лейбл группы Rotten Records, на котором вышел Definition (1992). Альбом отчасти вернул группу к её панк-корням, но выяснилось, что свою старую аудиторию она практически растеряла.
С пришедшим на смену Менору Чамли Портером (англ. Chumly Porter) группа записала Full Speed Ahead (1995), после которого группа несколько лет гастролировала на «топливе» старого материала. Портер ушёл в 1999 году, с заменившим его Харальдом Ойменом (англ. Harald Oimoen) группа продолжила (по определению Allmusic) своё существование «бродячего воинства».

## Состав

### Текущий состав
- Курт Брехт — вокал (1982—настоящее время)
- Спайк Кэссиди — гитара (1982—настоящее время)
- Грэг Орр — бас-гитара (2017—настоящее время)
- Роб Рампи — ударные (1990—2014, 2018—настоящее время)

### Бывшие участники
- Дэннис Джонсон — бас-гитара (1982—1983)
- Себастион Амок — бас-гитара (1983)
- Джош Паппе — бас-гитара (1983—1984; 1985—1989, умер в 2020)
- Майки «Offender» Дональдсон — бас-гитара (1984—1985; умер в 2007)
- Джон Менор — бас-гитара (1989—1994)
- Чамли Портер — бас-гитара (1994—1999; умер в 2011)
- Харальд Оймоен — бас-гитара (1999—2017)
- Эрик Брехт — ударные (1982—1984)
- Феликс Гриффин — ударные (1984—1990)
- Брэндон Карнс — ударные (2014—2016)
- Уолтер «Монста» Райан — ударные (2016—2018)

## Дискография

### Студийные альбомы
- Dirty Rotten LP (1983)
- Dealing with It! (1985)
- Crossover (1987)
- 4 of a Kind (1988)
- Thrash Zone (1989)
- Definition (1992)
- Full Speed Ahead (1995)

### Мини-альбомы
- Violent Pacification (1984)
- The Dirty Rotten Power (2001)
- But Wait... There’s More! (2016)

### Концертные альбомы
- Live (1994)
- Live at CBGB's 1984 (2005)

### Сборники
- Greatest Hits (2001)